# 마티아스 아베로
마티아스 니콜라스 아베로 비얀(스페인어: Mathías Nicolás Abero Villan, 1990년 5월 9일, 몬테비데오 ~ )는 우루과이의 축구 선수로, 현재 CA 세로에서 뛰고 있다.

## 수상

### 클럽
나시오날
- 우루과이 프리메라 디비시온 (2): 2008–09, 2011–12